# 電気カーペット
電気カーペット（でんきカーペット）とは、ホットカーペットとも呼ばれ、商用電源を用いて電気的に暖めることができるカーペットである。家庭内で寒いときに暖をとるために使用されるが、部屋全体の気温はさほど上昇せず、カーペットの表面だけが暖まるという特徴がある。必要とされる熱量が少ないので、エアコンやファンヒーターなどの電気的に部屋の空気を暖める器具に比べて消費電力が1桁ほど少なく、電気代の節約や環境問題の観点からは優れている。また、これらの器具と電気カーペットを併用すれば、室温の設定温度を低くしても体感温度は快適であることから、電気代節約のために他の空調器具と併用されることも多い。
日本やアジアの一部地域では比較的普及率の高い器具であるが、欧米ではあまり普及していない。国によっては、一般の電気店で販売しておらず、商品の存在すらほとんど知られていないようである。これは、家の中でも靴を履き床に座る習慣がない国では、電気カーペットが有効に暖をとる手段になりにくいことに起因する。

## 形態
カーペットの中に電線を通してあり、これに通電することで発生するジュール熱でカーペットが暖まる。機種によっては、通電部である本体と表面のカーペットの部分が分離できる構造になっており、カーペット部分を洗濯できるので、汚れがちな表面を清潔に保てるようになっている。

## 潜在的問題
上に寝ころぶと張り巡らされている電線に体がほぼ密着する形になることから、交流の通電によって発生する低周波電磁波の体への影響を懸念する見解もある。消費者の不安に答え、逆向きに導線を配置することで発生する逆位相の電磁波がお互いを打ち消し合い、結果的に電磁波を大幅にカットすることを謳う商品も発売されている。ただし、この程度の強度における低周波の生体への悪影響は存在したとしても極めて軽微なもので、電気カーペットの下に保温性の高いマットを敷くとよい。

## 主な発売メーカー
- パナソニック（三洋電機）
- シャープ
- 富士通ゼネラル
- ワタナベ工業
- 広電
- 小泉成器